# شهرستان گیلمر (جورجیا)
شهرستان گیلمر، جورجیا (به انگلیسی: Gilmer County, Georgia) یک سکونتگاه مسکونی در ایالات متحده آمریکا است که در جورجیا واقع شده‌است.

## خصوصیات
شهرستان گیلمر ۱٬۱۱۸٫۸۸ کیلومترمربع مساحت دارد.